# ホレイショ・アレン

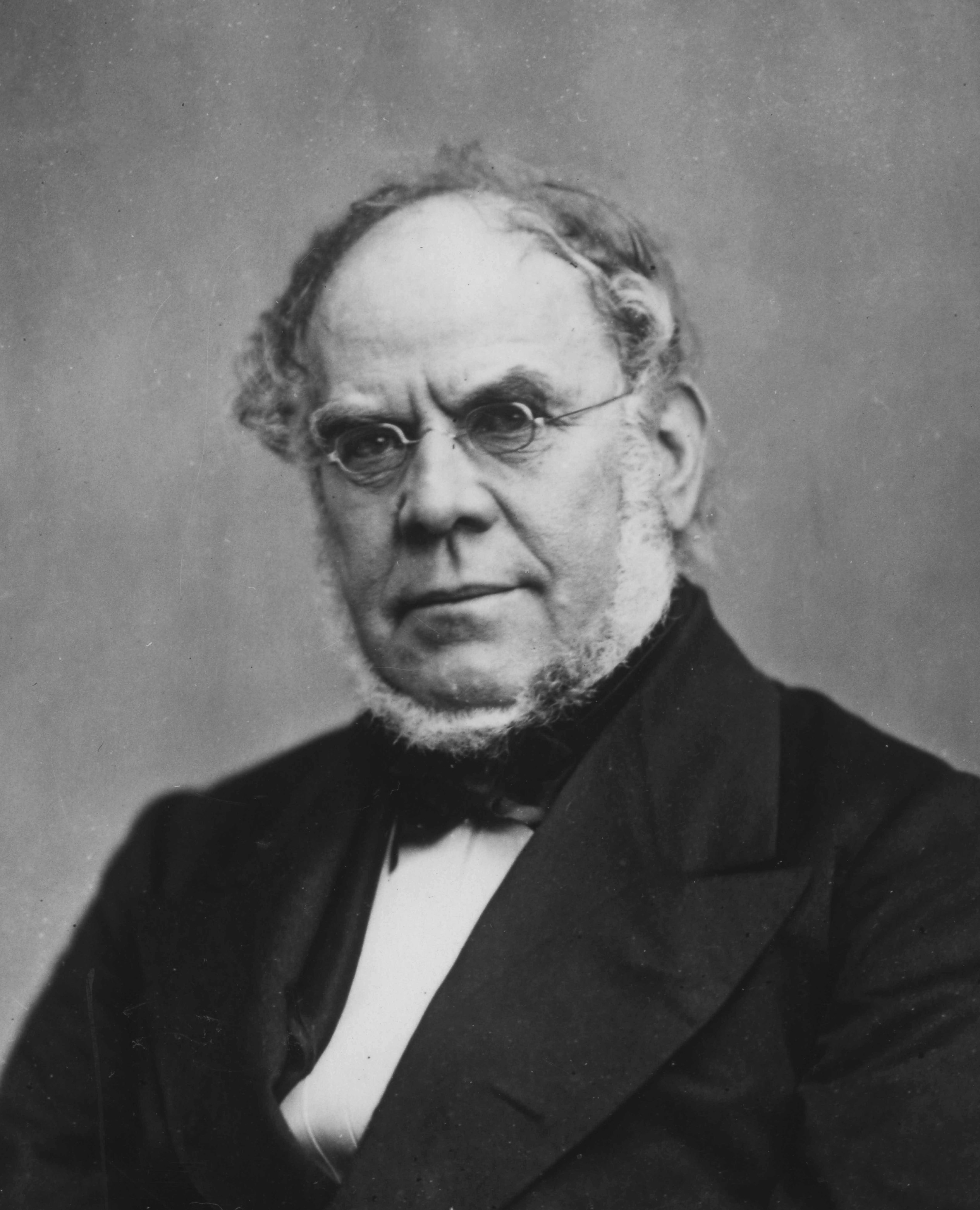
ホレイショ・アレン

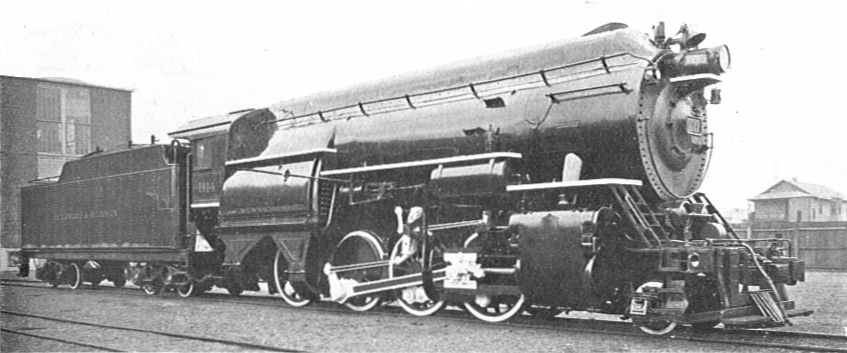
デラウェア・アンド・ハドソン鉄道の高圧蒸気機関車「ホレイショ・アレン」、1924年

ホレイショ・アレン（英語: Horatio Allen、1802年5月10日 - 1889年12月31日）は、アメリカ合衆国の土木技術者・発明家で法学博士である。
ニューヨーク州スケネクタディに生まれ、1823年にコロンビア大学を卒業し、デラウェア・アンド・ハドソン鉄道の前身であるデラウェア・アンド・ハドソン運河の主任技術者に任命された。1828年に彼は、会社が計画していた鉄道用の機関車を購入するためにイングランドへ派遣された。そこで彼はジョージ・スチーブンソンの知遇を得ることになった。1829年に彼はアメリカで実際に走行した最初の蒸気機関車であるスタウアブリッジ・ライオンの組み立てを行い、ペンシルベニア州ホーンズデールにおいて走行に成功した。
1829年から1834年までは、136マイル（約218 km）の全長があって当時世界最長の鉄道とされていた、サウスカロライナ運河鉄道の主任技術者となった。彼は急曲線で機関車の動きを案内してスムースに走らせる、先台車の仕組みを発案したが、実際にこれを実用化したのはジョン・ジャービスの方が先であった。彼は1884年にThe Railroad Era; First Five Years of its Development（鉄道の時代: 開発の最初の5年間）という本を書いた。
1831年1月15日、アメリカで初めて製造された蒸気機関車ともいわれる、E.L.ミラーの「ベスト・フレンド・オブ・チャールストン」が走った。製造は、ウエスト・ポイント・ファウンドリー・ワークスである。E.L.ミラーの「ベスト・フレンド・オブ・チャールストン」は、アメリカで初めて商業目的で定期的に路線を走ったSLになる。これにより、アメリカ初の機関士が誕生する。ニコラス・ダレルである。>
だが、1831年6月17日、「ベスト・フレンド・オブ・チャールストン」は、機関士助手のミスから、ボイラー爆発事故を起こす。アメリカ初の蒸気機関車のボイラー爆発事故である。機関士のダレルは背中にやけど、機関士助手は大腿骨骨折、ボイラーは7m以上吹っ飛んだ。「ベスト・フレンド・オブ・チャールストン」修理の間、ホレイシオ・アレンが設計したアメリカ製造蒸気機関車二号ともいわれる「ウエスト・ポイント」が走った。これも、製造は、ウエスト・ポイント・ファウンドリー・ワークスである。>
彼の他の活動としては、1838年から1842年までニューヨークに水を供給するクロトン導水路の技術支援を行い、1842年には舶用蒸気機関やその他の機関の大きな製造メーカーであるニューヨーク・ノベルティ・ワークスとの関わりができた。またいろいろな時にエリー鉄道の主任技術者や社長を務め、パナマ地峡鉄道やブルックリン橋の助言役を務め、1872年から1873年までは米国土木学会の会長を務めた。
1924年にデラウェア・アンド・ハドソン鉄道は高圧蒸気機関車の試作機1400号を造り、その名を「ホレイショ・アレン」とした。

## 関連著作
- Allen, Horatio. “Diary of Horatio Allen,” Bulletin [of the Railway and Locomotive Historical Society] 89 (November 1953): 97–138.
- M. N. Forney, Memoir of Horatio Allen (reprinted from the Railroad and Engineering Journal)